# Maxime Chattam
Œuvres principales
- La Trilogie du mal
- Le Cycle de l'homme
- Autre-Monde

Maxime Drouot, connu sous les noms de plume Maxime Chattam et Maxime Williams, né le 19 février 1976 à Herblay, est un romancier français qui, à la suite d'études en criminologie, s'est spécialisé dans le roman policier.

## Biographie

### Enfance
Son père est directeur artistique dans un magazine et sa mère secrétaire de direction. Au cours de son enfance, Maxime Chattam fait de fréquents séjours aux États-Unis : sa première destination en 1987 est Portland dans l'Oregon, ville qui inspire son premier roman. Maxime a effectué sa scolarité au lycée Montesquieu à Herblay puis à l'Université Paris XIII-Nord. Durant son adolescence, souhaitant devenir acteur, il prend des cours de comédie au Cours Simon à Paris. Il obtient des rôles pour la télévision et la publicité.

### Études et écriture
En 1988, il passe quelque temps dans la jungle thaïlandaise. Le journal qu'il écrit alors est sa première expérience avec l'écriture. Il la poursuit au début des années 1990 avec ses premiers essais littéraires d’abord inspirés de Stephen King et notamment du film Stand By Me tiré de la nouvelle Le Corps dans le recueil de nouvelles Différentes Saisons. Il ébauche son premier roman, Le Coma des mortels, qui raconte un mois dans la peau d’un jeune homme plongé dans le coma, à la suite d'un accident qui s’avère être une tentative de meurtre.
Il reprend des études de lettres modernes. Il écrit Le Cinquième Règne, publié en 2003 sous le pseudonyme de Maxime Williams. Ce roman est couronné par le prix du roman fantastique du festival de Gérardmer. Il suit une formation en criminologie pendant un an à l'université de Saint-Denis. Durant cette année, il apprend les rudiments de la psychologie criminelle, de la police technique et scientifique et de la médecine légale.
L'Âme du mal (2002, sous le pseudonyme de « Chattam », en référence à une petite ville de Louisiane) raconte l’enquête menée par Joshua Brolin, transfuge du FBI au sein de la police de Portland en Oregon, aidé d’une jeune étudiante en psychologie. Un tueur abattu semble avoir ressuscité, mutilant ses victimes de manière rituelle, laissant des indices issus de la Bible Noire.
Le deuxième volet de cette trilogie sur le mal, dans laquelle le personnage de Brolin est le fil conducteur, In Tenebris (2003), plonge le lecteur dans les ténèbres de New York. Une femme retrouvée scalpée et traumatisée soutient qu’elle revient de l’Enfer. Aidée de Joshua Brolin qui a démissionné de la police, l’officier Annabel O’Donnel mène l’enquête. Mais devant la multiplication des crimes, ils abandonnent vite la simple piste d’un tueur en série : le tueur n’agit pas seul. Dans Maléfices (2004), Brolin et O’Donnel se trouvent confrontés à un serial killer qui momifie ses victimes dans de la soie d’araignée.
Il a par la suite écrit un préquel à sa Trilogie du Mal, La Promesse des ténèbres. Ce roman a pour héros Brady O'Donnel, le mari de l'inspecteur de police avec lequel Josh Brolin collabore dans In Tenebris.
En 2019, son éditeur indique avoir écoulé 7 millions d'exemplaires de ses ouvrages depuis 2001,.
Maxime Chattam est membre du collectif d'artistes La Ligue de l'Imaginaire.

### Jeu de rôle
Maxime Chattam pratique le jeu de rôle sur table et le présente dans une vidéo sur CasusTV. Il est le parrain de la campagne Oblivion maîtrisée sous Héros & Dragons, participe à l’actual play Rôle’n Play réalisé par Black Book Éditions et y joue Malathor, un Paladin. Il est l'auteur du scénario de la boîte d'initiation Chroniques oubliées : Cthulhu.
Il le pratique en tant que meneur de jeu ou joueur, et il soutient que le jeu de rôle est « probablement la meilleure école que je connaisse pour l'écriture ».

### Jeu vidéo
Il est nommé en 2021 président de la commission du Fonds d'aide au jeu vidéo par le président du Centre national du cinéma et de l'image animée.

### Vie privée
Maxime Chattam est marié à Faustine Bollaert. Ils sont parents d'une fille, Abbie, née en 2013, et d'un garçon, Peter, né en 2015.

## Œuvres

### SérieLa Trilogie du mal
1. L'Âme du mal, Michel Lafon « Thriller », 2002Grand prix Sang d'encre 2002
2. In Tenebris, Michel Lafon « Thriller », 2003
3. Maléfices, Michel Lafon « Thriller », 2004
4. Spin-off : La Promesse des ténèbres, Albin Michel, 2009

### SérieLe Cycle de l'homme et de la vérité
1. Les Arcanes du chaos, Albin Michel « Spécial suspense », 2006
2. Prédateurs, Albin Michel « Spécial suspense », 2007
3. La Théorie Gaïa, Albin Michel « Spécial suspense », 2008

### SérieAutre-Monde
1. L'Alliance des Trois, Albin Michel, 2008
2. Malronce, Albin Michel, 2009
3. Le Cœur de la Terre, Albin Michel, 2010
4. Entropia, Albin Michel, 2011
5. Oz, Éditions Albin Michel, 2012
6. Neverland, Albin Michel, 2013
7. Genèse, Albin Michel, 2016
8. Ambre (UNICEF), Le Livre de poche, 2018

### SérieLe Diptyque du temps
1. Léviatemps, Albin Michel, 2010  (ISBN 9782226215307)[10].
2. Le Requiem des abysses, Albin Michel, 2011  (ISBN 978-2226221414)[11].

### SérieLudivine Vancker
1. La Conjuration primitive, Albin Michel, 2012  (ISBN 222624140X)
2. La Patience du diable, Albin Michel, 2014  (ISBN 2226311122)
3. L'Appel du néant, Albin Michel, 2017  (ISBN 2226319476)
4. La Constance du prédateur, Albin Michel, 2022  (ISBN 978-2226319517)

### Romans indépendants
- Le Cinquième Règne, sous le pseudonyme de Maxime Williams - Prix du Roman Fantastic'Arts du Festival de Gérardmer 2003, Masque GF, 2003
- Le Sang du temps, Michel Lafon, coll. « Thriller », 2005
- Carnages, Albin Michel, 2006  (ISBN 978-2-266-20171-1)
- Que ta volonté soit faite, Albin Michel, 2015  (ISBN 978-2-226-31244-0)
- Le Coma des mortels, Albin Michel, 2016  (ISBN 978-2-226-32078-0)
- Le Signal, Albin Michel, 2018  (ISBN 978-2-226-31948-7)
- Un(e)secte, Albin Michel, 2019  (ISBN 978-2-226-31949-4)
- L'Illusion, Albin Michel, 2020  (ISBN 978-2-226-31950-0)
- Lux, Albin Michel, 2023  (ISBN 978-2-226-47007-2)
- Prime Time, Albin Michel, 2024  (ISBN 978-2-226-47008-9)

### Nouvelles
- Le Messager (2001).
- Gregory Harville (2001).
- Le Sommeil des Icares (2003). Feuilleton écrit pour la Snecma à l'occasion du salon du Bourget 2003 et proposé (tant en VF qu'en anglais) sur le site web du salon.
- Carnages (2006). Pocket hors commerce, 2006. Réédition Pocket Thriller n° 13036, 2009, 92 p.  (ISBN 978-2-266-20171-1)
- Le Fracas de la viande chaude, dans L'Empreinte sanglante… Paris : Fleuve noir, novembre 2009.  (ISBN 978-2-265-08911-2)
- Maligne, dans 13 à table ! 2015. Paris : Pocket n° 16073, novembre 2014, p. 31-51.  (ISBN 978-2-266-25405-2)
- Ceci est mon corps, ceci est mon péché, dans 13 à table ! 2016. Paris : Pocket n° 16479, novembre 2015, p. 59-91.  (ISBN 978-2-266-26373-3)
- La Dernière Lecture, dans Enfant, je me souviens… : nouvelles. Paris : Le Livre de poche n° 34216, mai 2016, p. 47-57.  (ISBN 978-2-253-06950-8)
- Le Chemin du diable, dans 13 à table ! 2017. Paris : Pocket n° 16745, novembre 2016, p. 23-40.  (ISBN 978-2-266-27126-4)
- Big Crush, dans 13 à table ! 2021, Pocket, 2021,  (ISBN 978-2-266-30754-3)
- Santa Claus, dans Le Pire des Noëls, Le Livre de poche, 2024,  (ISBN 978-2253253075)

### Pièce de théâtre
- Le Mal, 1995Disponible sur le site officiel

### Bandes dessinées
- La Trilogie du mal. Volume 1, Le Bourreau de Portland / scénario Maxime Chattam ; dessin Michel Montheillet. Coéd. Jungle - Michel Lafon, 2012, 44 p.  (ISBN 978-2-87442-963-7)
- La Trilogie du mal. Volume 2, Écrit sur les portes de l'enfer / scénario Maxime Chattam ; dessin Michel Montheillet. Coéd. Jungle - Michel Lafon, 2013, 54 p.  (ISBN 978-2-8222-0003-5)
- La Trilogie du mal. Volume 3, L'Âme du mal / scénario Maxime Chattam ; dessin Michel Montheillet ; couleurs Brett Smit. Coéd. Jungle - Michel Lafon, 2016, 56 p.  (ISBN 978-2-8222-1297-7)

### Collaborations
- Weepers Circus, N'importe où, hors du monde (2011). Il s'agit d'un livre-disque auquel participent une quarantaine d'invités aux titres d'auteurs ou d'interprètes : Maxime Chattam y signe un texte inédit (non mis en musique) consacré à sa propre interprétation de ce titre énigmatique de N'importe où, hors du monde.
- Terrorific Night 2012, Maxime Chattam est l’invité très spécial des soirées Terrorific Night. Inspiré par l’atmosphère de terreur qui règne lors des soirées, l'auteur se prête à la réalisation d’un court métrage inédit projeté en exclusivité les 26 et 27 octobre 2012 dans CinéMagique à Disneyland Paris.
- Par acquit de conscience, court-métrage écrit et réalisé par Maxime Chattam, produit par Canal+, pour les trente ans de la chaîne.
- Les Mots, toujours..., dans Nous sommes Charlie : 60 écrivains unis pour la liberté d'expression. Paris : Le Livre de poche n° 33861, janvier 2015, p. 26-31.  (ISBN 978-2-253-08733-5)

### Préfaces
- Et dans ce temps, une vie bascule / Mairie de Bessancourt, 2005. Recueil du concours de nouvelles policières de Bessancourt[12].
- L'Ultime voyage de la Fleur de lys / Charles-Antoine Cros. Dammarie-les-Lys : Éd. du Lys noir, février 2010, 118-XXXII p.  (ISBN 978-2-917039-04-5).
- Par-delà les montagnes hallucinées, 6e édition française du jeu de rôle "L'appel de Cthulhu", 2010, éditions Sans-Détour.
- "Crimes - Manuel de l'enquêteur" / Yann Lefebvre, SYCKO, 2017,  (ISBN 979-10-94206-01-0).
- Frankenstein / reproduction du manuscrit d'origine de Mary Shelley, Éditions Saints-Pères, 2018[13].
- La Grande Aventure du jeu de rôle (de Julien Pirou), Paris, Ynnis Éditions, 2020.
- Cabinet de curiosités, insolites, médicales et macabres / Juliette Cazes, Dunod, 2023

### Adaptations
- 2011 : L'Âme du mal : téléfilm réalisé par Jérôme Foulon et inspiré de son roman
- 2025 : Le Signal : série télévisée réalisée par Slimane-Baptiste Berhoun et Karim Ouaret (annoncée début avril 2022 par l'auteur sur Twitter)

### Scénarios et réalisations
- 2012 : Terreur, court métrage réalisé avec Sébastien Drouin
- 2014 : La Collection : Ecrire pour... la trentaine vue par des écrivains : court métrage Par acquis de conscience